# 10861 Ciske
10861 Ciske (1995 MG1) là một tiểu hành tinh vành đai chính được phát hiện ngày 22 tháng 6 năm 1995 bởi Spacewatch ở Kitt Peak. Nó được đặt tên cho Ciske Staring.